# 뺑뺑이
뺑뺑이는 숫자가 적힌 둥근 판이 돌아가는 동안 화살 같은 것으로 맞혀 그 등급을 정하는 기구를 의미한다. 대한민국에서 1968년에 중학교 입시를 폐지하게 되면서 학생이 상급학교에 진학할 학교를 정하는 추첨을 할 때 팔각형 통의 손잡이를 오른쪽으로 두 바퀴, 왼쪽으로 한 바퀴 돌리면 운명의 은행알을 한 개 톡 뱉어내는 '수동식 회전 추첨기'가 교육행정에 처음 도입되면서 이 때의 추첨기를 '뺑뺑이'라고 하였으며 상급학교에 진학할 때 이 기계에 의하여 무작위로 학교가 정해진 세대에 대하여 '뺑뺑이 세대'라고 부르기도 하고 법원의 재판에서 사건을 배당할 때도 그런 방식을 취하고 있다.